# Poecilia gillii
Poecilia gillii (Kner, 1863) è un pesce appartenente alla famiglia dei Poeciliidae.

## Distribuzione e habitat
Questo pesce è diffuso nei fiumi dell'America Centrale, in Guatemala, Costa Rica e Panama. Abitano torrenti (fino ad un'altitudine di 1200 m s.l.m) e fiumi, con predilezione per le acque lente. Gli esemplari più anziani preferiscono le acque salmastre, e si spostano verso le foci. Stazionano preferibilmente nella zona vicino al fondo.

## Descrizione
Presenta un corpo allungato, compresso ai fianchi, con ventre arrotondato, profilo dorsale arcuato e testa appuntita. Gli occhi grandi, la bocca larga. La pinna dorsale è allungata, la caudale a delta, le altre pinne arrotondate. La livrea, con dimorfismo sessuale, prevede nei maschi un fondo beige, puntinato di ocra, con fianchi azzurro argenteo e riflessi metallici blu e verdi. La dorsale e la pinna caudale sono screziate di rosso vivo con chiazze bianche e nere, le altre pinne sono trasparenti. La femmina ha colori più smorti: il colore di fondo è un beige rosato con riflessi metallici verdazzurri, la pinna dorsale e la caudale sono giallo rossastre, screziate di nero, le altre pinne sono trasparenti.
I maschi raggiungono i 6,5 cm di lunghezza, le femmine superano i 10 cm.

## Riproduzione
È specie ovovivipara e molto prolifica: il maschio feconda le uova all'interno della femmina tramite il gonopodio, e dopo una gestazione di alcune settimane, partorisce piccoli vivi. SI riptoducono tutto l'anno, con picchi durante i mesi più caldi.

## Alimentazione
P. gillii si nutre di alghe.

## Acquariofilia
Non è un pesce diffuso per il commercio, è allevato soltanto dagli appassionati.